# Потес Ограђе (археолошко налазиште)
Потес Ограђе је археолошки локалитет који се налази у месту Рабовце, општина Липљан. Приликом савремених грађевинских и пољоприведних радова откривени су остаци керамике која припада старчевачкој култури. Од налаза из средњовековног периода откривени су гвоздени мач и два ножа.
Према покретном материјалу закључено је да се овде налазило неолитско насеље. У неолитски слој укопани су средњовековни гробови.